# Zelotes ovtsharenkoi
Zelotes ovtsharenkoi är en spindelart som beskrevs av Zhang och Song 200. Zelotes ovtsharenkoi ingår i släktet Zelotes och familjen plattbuksspindlar. Inga underarter finns listade i Catalogue of Life.